# Enrique Gil de la Vega
Enrique Gil de la Vega, més conegut com a Gilera (Madrid, 1911 - Marbella, 19 d'abril de 1997) fou un periodista espanyol. Net del sainetista Ricardo de la Vega.
Llicenciat en dret, va començar a fer pràctiques a la ràdio mentre estudiava oposicions a notari. Durant la guerra civil espanyola va col·laborar amb el bàndol franquista, de manera que entre 1937 i 1939 fou redactor en cap de Radio A.Z, alhora que feia cròniques polítiques per a Radio Requeté. El 1939 va començar a treballar com a redactor de les notícies esportives a El Alcázar i el 1941 va ingressar en l'Acadèmia de Premsa. El 1942 va començar a col·laborar al diari Marca, del que en fou nomenat subdirector el 1946. També va dirigir la revista taurina El Ruedo.
De 1953 a 1956 fou redactor al Diario de Las Palmas, i de 1956 a 1960 fou redactor i comentarista esportiu al diari Pueblo. Fou guardonat amb un dels Premis Ondas 1955. El 1960 va ingressar al diari Informaciones, però ho deixà poc després quan fou nomenat cap de premsa de la Delegación Nacional de Deportes. El 1962 ingressà definitivament al diari ABC, del que el 1967 en fou nomenat cap de la secció d'esports, càrrec que ocuparia fins a la seva jubilació. El 1963 li fou atorgada la Medalla de Plata al Mèrit Esportiu. El 1988 fou guardonat amb el Premi a la Llegenda Esportiva per l'Associació Espanyola de la Premsa Esportiva. Establert a Marbella, va morir a conseqüència d'una caiguda mentre passejava pel carrer el 19 d'abril de 1997.